# Transfo Zwevegem

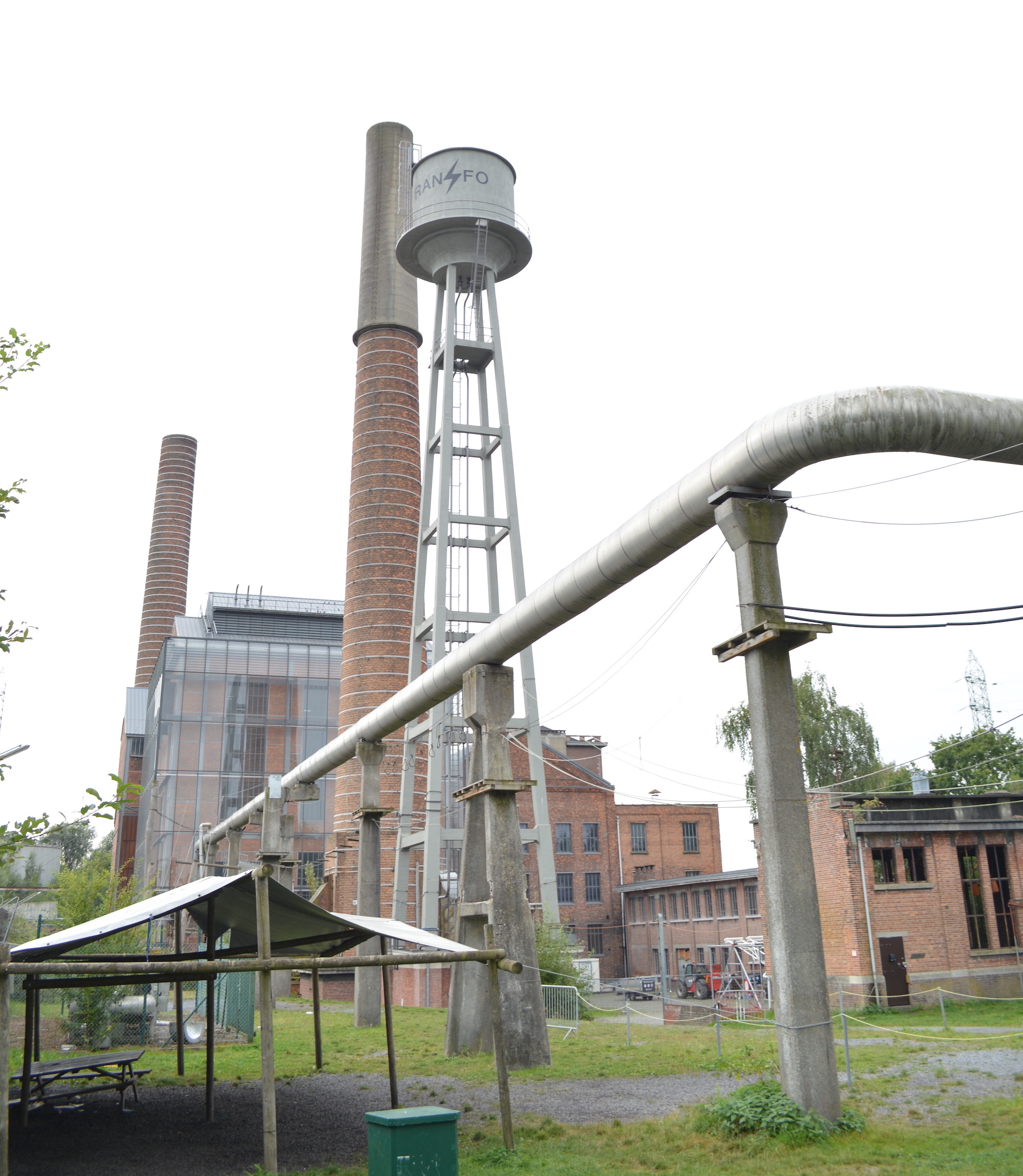
Site Transfo Zwevegem

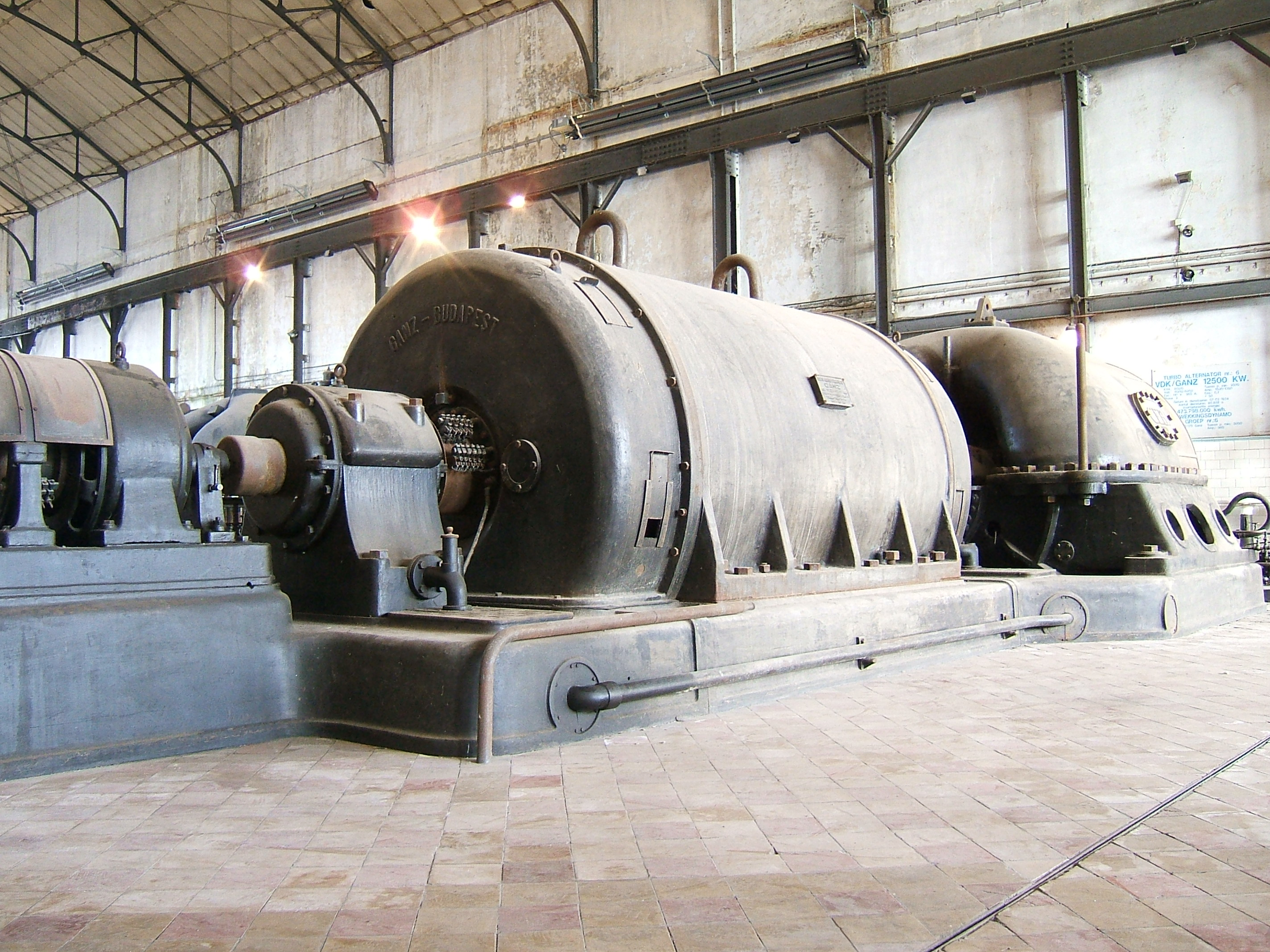
Generator in de centrale van Zwevegem (België), gebouwd door Ganz

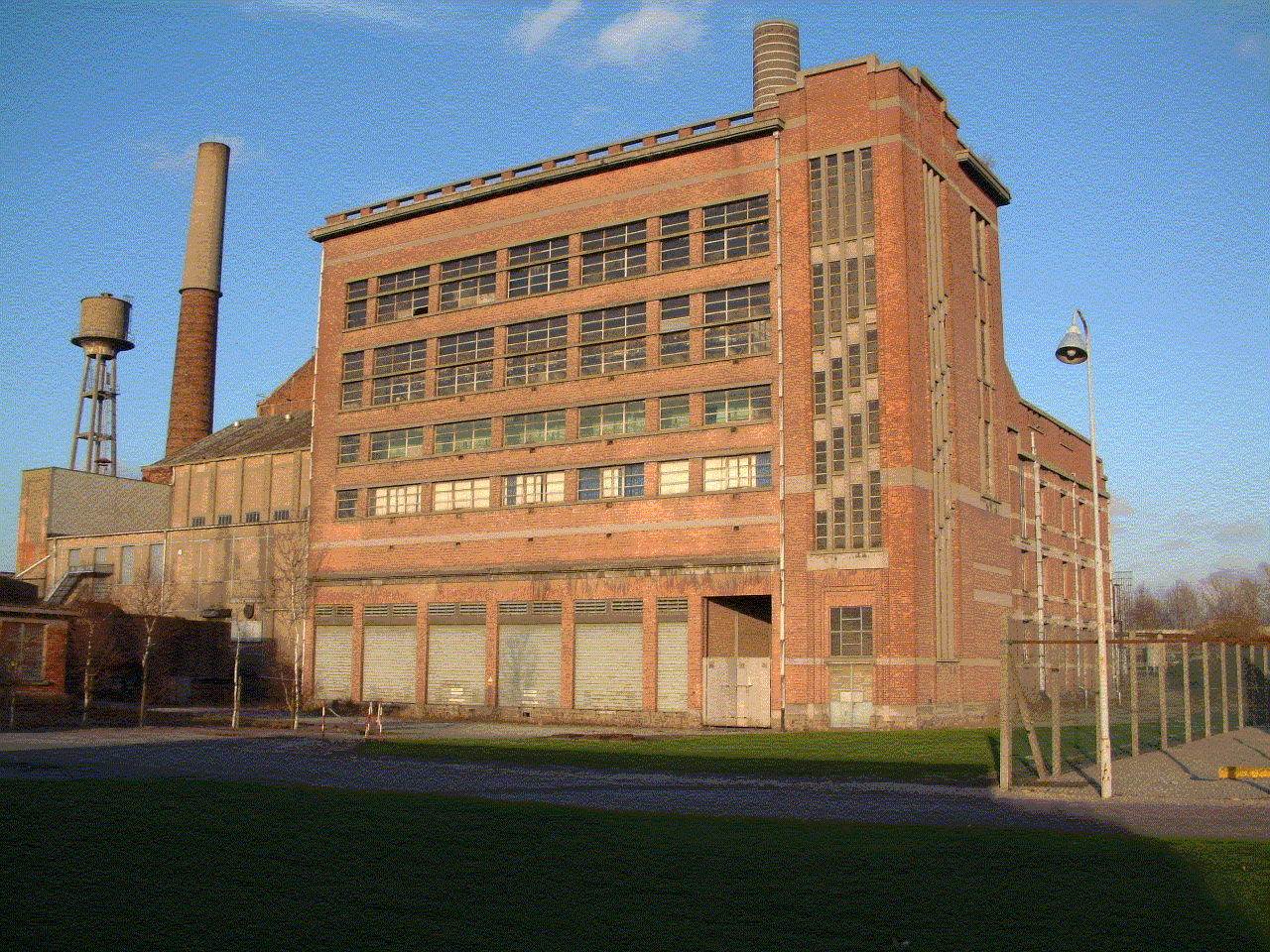
De pompenzaal anno 2007

De Transfo Zwevegem is een voormalige elektriciteitscentrale in Zwevegem en is net als het vlakbijgelegen kanaal Bossuit-Kortrijk een product uit de 19de-eeuwse industriële revolutie. Anno 2004 besliste de gemeente Zwevegem om het samen met de intercommunale Leiedal aan te kopen en er een nieuwe socio-culturele bestemming aan te geven.

## Historiek
In 1911 kreeg de maatschappij “Société de l’Electricité de l’Ouest de la Belgique” goedkeuring om een kolencentrale te starten langs het Kanaal Bossuit-Kortrijk. Al snel begon men met de werken waardoor de centrale af was in 1913. Het domein is negen hectare groot en werd net voor de Eerste Wereldoorlog aangelegd. Het domein bevatte een elektriciteitscentrale, administratieve gebouwen, dienstwoningen en groenaanleg. De centrale produceerde tot 1962 elektriciteit en werd vervolgens een stoomcentrale voor naburige industrie en woningen. De productie werd overgenomen door de centrale te Ruien in het jaar 1958 met een grotere capaciteit. De stoomproductie werd in 2001 stopgezet, waardoor ook de productie van stoom en warm water voor de firma Bekaert en het stadsverwarmingsnet definitief tot het verleden behoorde. Daarna bleef de centrale van Zwevegem nog een tijdje actief als reserve centrale. Electrabel verkocht de site in 2004 aan de gemeente Zwevegem en de intercommunale Leiedal, die samen een nieuwe toekomst in petto hebben voor de voormalige elektriciteitscentrale.

## Monumentale waarde Transfo-site
De Transfo-site is beschermd als zicht in 2000. Hierdoor werden de schoorstenen, watertoren, ketelhuis, generatorgebouw en stookolietanks bewaard. Ook de sokkels van de koeltorens zijn nog aanwezig. Enkele kleine niet geklasseerde gebouwen worden gesloopt waardoor het oude ketelhuis het uitzicht zal worden vanop het kanaal. Om het gebouw toch een moderne uitstraling te geven en om het oude gebouw te beschermen wordt het omgeven door een glazen verpakking. De machinezaal bevat een unieke collectie beschermde turbines en een stoomwagen.

## Nieuwe functies Transfo-site

### MICE-centrum
In de Transfo-site komt een MICE-centrum (meetings, incentives, congressen en events) De spilfunctie van dit centrum wordt de machinezaal, vanuit deze zaal worden bezoekers naar de evenementenhal begeleid, de vroegere ketelzaal, of naar een van de kleinere vergader- of ontmoetingslokalen gebracht die ook break-out rooms worden genoemd. Deze break-out rooms kunnen worden aangepast aan de grootte en de soort groep die er een activiteit houdt. Ook de evenementenhal zal polyvalent worden ingedeeld zodat deze voor verschillende doelgroepen aantrekkelijk wordt. Er worden ook bijkomende horeca- en keukenfaciliteiten opgericht in het oude transformatorgebouw en er wordt zelfs aan een ruim buitenterras gedacht dat kan gebruikt worden tijdens het zomerseizoen voor recepties.

### Kunst en cultuur
De voormalige elektriciteitscentrale moet ook een plaats worden voor kunst en cultuur. Zo kan het transformatorgebouw gebruikt worden voor culturele doeleinden gaande van tentoonstellingen, optredens tot een kunstgalerij.
Sinds 2015 vindt op de Transfo-site jaarlijks het elektronische muziekfestival Voltage plaats. Het festival werd in zijn eerste jaar geselecteerd als Best Breakthrough festival in België.

### Recreatie en avontuur
Een derde functie is recreatie en avontuur. Zo wordt doorheen het park een fietsroute aangelegd die bestaande fietsroutes met elkaar moet linken. De grootste olieciterne zal omgevormd worden tot een duiktank die tot 13.000 kubieke meter water kan bevatten, hiermee is hij uniek in Vlaanderen en Europa. De kleinere tanks worden omgebouwd tot café en bergplaats voor de installaties. Het hogere deel van het ketelhuis wordt dan weer ingericht als klimmuur, touwenparcours, speleobox, ... Ook kunnen watersporten worden beoefend op het kanaal. Tegenwoordig worden MICE-activiteiten gelinkt met teambuilding. De sportactiviteiten om aan teambuilding te doen kunnen zowel binnen als buiten plaatsvinden door de diverse opties die de locatie biedt. Zo kan je verscheidene avontuurlijke sporten beoefenen maar ook diepzeeduiken en andere wateractiviteiten zijn mogelijk door de nabijheid van het kanaal. Er is dus ook aan ontspanning gedacht bij het opbouwen en indelen van de Transfo-site. Ook aan jongeren wordt gedacht door het ombouwen van de pompenzaal tot een fuifzaal. Door de ligging van de site buiten een woonwijk en door geluidswerende maatregelen heeft een fuifzaal geen invloed op de bewoners van de gemeente Zwevegem.

### Wonen en werken
Een vierde functie is het wonen en werken. Er worden drie woonblokken aangelegd die afgescheiden zullen worden van het park. In het transformatorgebouw kunnen vergaderlokalen ondergebracht worden.

### Energie
Er wordt beoogd om van de site een klimaatneutrale site te maken. Op termijn is het de bedoeling dat er op de site duurzame energie opgewekt wordt. Een Local Energy Community (LEC) zal worden opgezet zodat via een lokaal energienetwerk energie wordt uitgewisseld. Dit kadert in het Europees project EMPOWER2.0.

### Trivia
- De site huisvest ook een kolonie huiszwaluwen en is voorzien van nesten voor torenvalk en gierzwaluw.
- De voormalige smidse, refter en sanitaire blok werden gebruikt als decor in de serie Bevergem als kringloopwinkel.
- In 2009 werd de site gebruikt als decor in de eerste speelfilm van Mega Mindy. De site werd gebruikt als elektriciteitscentrale, de woonplaats van Mega Volta.